# ハンティング・パーク (映画)
『ハンティング・パーク』（原題：Carnage Park）は、2016年制作のアメリカ合衆国のホラー・スリラー映画。

## あらすじ
ビビアンは銀行で強盗事件に遭遇、犯人のスコーピオン・ジョーに人質に取られ、車で人里離れた山奥へと拉致されてしまう。すると、そこで突然何者かの狙撃を受けジョーは射殺され、ビビアンは現れた男に薬を嗅がされて気を失う。
目を覚ましたビビアンは、自分が鉄柵で囲まれた広大な敷地の中に閉じ込められていることに気づく。そこは、ビビアンに薬を嗅がせたあの男＝殺人鬼ワイアットが拉致してきた人たちを様々な殺人トラップで狩って楽しむ、恐怖の虐殺公園だった。
人々がワイアットによって次々と惨殺されていく中、逃げ惑うビビアンはさらに恐ろしい光景を目の当たりにする。

## キャスト
- ビビアン：アシュリー・ベル
- ワイアット・モス：パット・ヒーリー
- スコーピオン・ジョー：ジェームズ・ヘバート
- エレン：ダービー・スタンチフィールド
- ピーター：グレアム・スキッパー
- 保安官：アラン・ラック